# لاپین‌لاهتی (هلسینکی)

نقشه شهر هلسینکی محدوده لاپین‌لاهتی در نزدیکی خلیج فنلاند

لاپین‌لاهتی (انگلیسی: Lapinlahti)، (سوئدی: Lappviken) محله‌ای در هلسینکی مرکز فنلاند است. لاپین‌لاهتی در کنار بندر غربی این شهر واقع شده‌است.
اولین بیمارستان روانی فنلاند در سال ۱۸۴۱ در این منطقه ساخته شد.